# Tal'ar Gharbi
Tal'ar Gharbi (tiếng Ả Rập: تل عار غربي, đã Latinh hoá: Tall‘ār Ghārbī, tiếng Thổ Nhĩ Kỳ: Tel Ar Garbî) là một ngôi làng ở phía bắc tỉnh Aleppo, tây bắc Syria. Nó nằm trên đồng bằng Queiq, giữa Akhtarin và Cobanbey (al-Rai) và khoảng 45 kilômét (28 mi)  phía đông bắc thành phố Aleppo.
Về mặt hành chính, ngôi làng thuộc về Nahiya Akhtarin ở quận A'zaz. Các địa phương lân cận bao gồm Tal'ar Sharqi 1 km (0,62 mi) về phía đông, và Qantarah 3 km (1,9 mi) về phía bắc. Trong cuộc điều tra dân số năm 2004, Tal'ar Gharbi có dân số 988.